# Art Gilkey
Art (Arthur Karr) Gilkey (1926 – 1953) fue un geólogo y montañero estadounidense. Exploró Alaska en 1950 y 1952. Murió durante la "Tercera expedición Americana al Karakorum" al K2 de 1953. Aproximándose a la cima del pico sufrió una tromboflebitis o posiblemente una Trombosis venosa profunda seguida por una embolia pulmonar. 
Un intento de los compañeros (incluyendo Pete Schoening) para llevarle hacia la base de la montaña envuelto en un saco de dormir, se deslizo montaña abajo y desapareció, probablemente arrastrado por una avalancha, aunque se conjetura que él mismo se desató de las cuerdas para impedir que sus compañeros corrieran riesgos para salvarle. Sus restos fueron encontrados en 1993, al final del glaciar en la base de la cara sur del K2.

## Memorial K2
El memorial actual para escaladores muertos situado bajo el K2 fue originalmente construido y nombrado en honor de Art Gilkey.